# Запобіжні вибухові речовини
Запобі́жні (антигризу́тні) вибухо́ві речови́ни (рос. предохранительные взрывчатые вещества, англ. safety explosives) —запобіжні вибухові суміші для проведення вибухових робіт у шахтах, в атмосфері яких є метан або вугільний пил. Застосування інших вибухових речовин може призвести до вибуху суміші повітря з метаном або вугільним пилом.
Запобі́жні вибухо́ві речови́ни– спеціальні вибухові речовини-суміші, від вибуху яких метан і вугільний пил не займаються. Застосовуються для проведення вибухових робіт у шахтах. Являють собою амонійно-селітряні суміші (наприклад, амоніти з добавкою хлориду натрію), що відрізняються невисокою територією вибуху, виділяють порівняно невелику кількість отруйних газів тощо. З.в.р. мають у своєму складі речовини для гасіння полум’я або поміщені у запобіжні оболонки, що виготовляються з мінеральних солей. За ступенем запобіжності розрізняють: - З.в.р. ІІІ класу – потужні ВР обмеженого застосування для роботи у породних вибоях для сірчаних і нафтових шахт; - З.в.р. IV класу – ВР середньої потужності, запобіжні для вибухових робіт по вугіллю і у змішаних вибоях, не запалюють метан і вугільний пил при вибуху з відкритого заряду масою 0,2 кг; - V класу – ВР підвищено запобіжні, які не запалюють метан і вугільний пил при вибуху 0,5 кг ВР у відкритому заряді; - VI класу – високозапобіжні, які не запалюють метан і вугільний пил при вибуху 1 кг ВР у відкритому заряді. Останні використовуються для відбійки м’якого вугілля у лавах, при посадці покрівлі, для розбутовки вугільних пробок у дучках. 
Запобіжні ВР, які містять у своєму складі стільки полум’ягасників, скільки у звичайних ВР міститься сумарно у ядрі та запобіжній оболонці називаються еквівалентними.